# پارک ملی من-اوستروه
پارک ملی من-اوستروه (به لاتین: Derman-Ostroh National Nature Park) یک پارک ملی در اوکراین است که در شهرستان اوستروه واقع شده‌است.